# Arecinae
Sous-tribu
Les Arecinae sont une sous-tribu de palmiers de la tribu des Areceae (sous-famille des Arecoideae, famille des Arecaceae).

## Liste des genres
- Areca L., 1753 - genre type
- Nenga H.Wendl. & Drude, 1875
- Pinanga Blume, 1839